# تشیژیتسه
تشیژیتسه (به چکی: Čižice) یک منطقهٔ مسکونی در جمهوری چک است که در Plzeň-South District واقع شده‌است. تشیژیتسه ۲٫۶۴ کیلومتر مربع مساحت و ۴۶۶ نفر جمعیت دارد و ۳۵۵ متر بالاتر از سطح دریا واقع شده‌است.